# Ypsiloichthys
Ypsiloichthys è un genere estinto di pesci ossei appartenente ai Teleostei, vissuto durante il Cretaceo superiore (Cenomaniano) in quella che oggi è la regione di Haqel in Libano. È rappresentato da un solo esemplare quasi completo, che ha permesso la descrizione della specie tipo Ypsiloichthys sibelleae.

## Etimologia
Il nome del genere deriva dal greco ypsilos ("alto" o "profondo") e ichthys ("pesce"), in riferimento alla conformazione delle alte pinne dorsale e anale. L'epiteto specifico sibelleae è un omaggio alla paleontologa Sibelle Maksoud, impegnata nello studio approfondito del sito di provenienza dell’esemplare.

## Descrizione
L’olotipo, catalogato come MHNG GEPI V5786, consiste in un esemplare completo in vista laterale destra, lungo circa 102 mm (lunghezza standard 85 mm), con una profondità corporea massima di circa 67 mm. È conservato su una lastra di calcare del Cretaceo marino.
Ypsiloichthys presenta un corpo profondo e compresso lateralmente. Le pinne dorsale e anale sono alte e allungate, ciascuna con un pterigioforo anteriore di forma semicircolare. La pinna caudale è forcuta, con raggi segmentati a forma di "Z". Il corpo è rivestito da scaglie cicloidi, che coprono anche le basi delle pinne principali. Le mascelle sono prive di denti.
La premascella mostra un lungo processo ascendente. La mascella è sottile ma dotata di un condilo articolare ben sviluppato. Sono presenti due grandi supramascelle, con quella posteriore che si estende lungo il margine dorsale dell’anteriore. Le ossa angolare e articolare sono fuse. Il retroarticolare è escluso dalla faccetta articolare del quadrato. L’iomandibola è dotato di un lungo processo opercolare, mentre il subopercolo presenta una cresta triradiata nell’angolo posteroventrale.
La cintura pettorale e le pinne si inseriscono in posizione bassa sul fianco, in collegamento anteriore con la cintura pelvica, in posizione toracica. I primi spine emali mostrano estensioni anteriori "alate". Le arcate neurali ed emali sono articolate con i centri vertebrali. Sono presenti supraneurali, epineurali, due centri urali, due uroneurali e cinque ipurali.

## Classificazione
Ypsiloichthys venne descritto per la prima volta nel 2023. Questo genere presenta un insieme di caratteristiche che lo rendono difficile da collocare all’interno dei Teleostei.
Condivide tratti con i Tselfatiiformes, in particolare con Abisaadichthys (come il retroarticolare indipendente), e con Araripichthys (come le premascelle con processo ascendente, condilo articolare sviluppato e due supramascelle). Tuttavia presenta caratteristiche uniche, come la mascella sottile con due supramascelle di grandi dimensioni, la fusione anguloarticolare e la morfologia dei pterigiopori dorsali e anali, che giustificano l’attribuzione a un nuovo genere.
Questa combinazione di tratti suggerisce che il genere possa rappresentare una forma intermedia o convergente, evidenziando la necessità di future analisi filogenetiche per chiarirne la posizione evolutiva.

## Località e orizzonte stratigrafico
L’unico esemplare noto proviene dai calcari fossiliferi di Haqel in Libano, appartenenti alla parte inferiore del Cenomaniano superiore (circa 95 milioni di anni fa), all'interno della Formazione di Sannine.